# Ria Beckers
Maria Brigitta Catherina (Ria) Beckers-de Bruijn (Driebergen, 2 november 1938 – Wadenoijen, 22 maart 2006) was een Nederlands politica. Zij was tussen 1977 en 1993 lid van de Tweede Kamer namens achtereenvolgens de Politieke Partij Radikalen (PPR) en GroenLinks. Zij was in 1977 de eerste vrouwelijke lijsttrekker voor de Tweede Kamerverkiezingen.

## Levensloop
Beckers was afkomstig uit een rooms-katholiek gezin van zeven kinderen, van wie zij de oudste was. Haar vader was onderwijzer. Ze volgde aan een meisjesschool het gymnasium waar ze zowel de a- (talen) als de b- (exacte vakken) richting deed. Daarna studeerde ze Klassieke talen aan de Universiteit Utrecht. Haar doctoraalscriptie had als titel De Vrouw in de Griekse Tragedie. Vervolgens werd ze als eerste vrouw in Nederland lerares Klassieke talen op een jongensschool: het Triniteitslyceum in Haarlem. Daarna was ze van 1970 tot 1976 docente aan het Stedelijk Gymnasium Leiden.
In 1973 werd ze lid van het partijbestuur van de PPR en op 30 november 1974 werd ze landelijk voorzitter. Hoewel ze nog geen lid was van de Tweede Kamer, werd ze lijsttrekker van haar partij bij de Tweede Kamerverkiezingen 1977. De PPR viel toen echter terug van zeven naar drie zetels. Beckers was opnieuw lijsttrekker bij de verkiezingen van 1981, 1982 en 1986, maar ook bij deze verkiezingen stelden de resultaten teleur (respectievelijk drie, twee en twee zetels).
Onder Beckers kwam binnen de uitgangspunten van de PPR, die begonnen was als een gematigd-linkse afsplitsing van de KVP, de milieupolitiek centraal te staan. Steeds nadrukkelijker werd de samenwerking gezocht met de CPN en de PSP. In 1989 leidde deze samenwerking tot de oprichting van GroenLinks. Beckers, die aanvankelijk de politiek wilde verlaten, werd de eerste lijsttrekker van de nieuwe partij. Dat leverde haar de bijnaam de akela van GroenLinks op. In 1989 werd zij benoemd tot Ridder in de Orde van de Nederlandse Leeuw. In 1991 kreeg zij de prijs "de dierenbeschermer van het jaar". Beckers bleef tot 20 april 1993 aan als fractievoorzitter en Kamerlid. Ze werd als fractievoorzitter opgevolgd door Peter Lankhorst.
Hierna werkte ze als bestuurder van een aantal milieu- en natuurbeschermingsorganisaties, waaronder van 1994 tot 2004 als voorzitster van Stichting Natuur en Milieu en van 1993 tot 2004 als voorzitster van Biologica. In die hoedanigheid had Beckers jarenlang geprotesteerd tegen dijkverzwaringen. In 1995 moest ze zelf geëvacueerd worden, toen een overstroming haar woning in de Betuwe bedreigde. Ze legde de schuld van de kritieke situatie bij de overheid, wegens achterstallig onderhoud en bezuinigingen. Verder was ze lid van de raad van toezicht van de Universiteit Wageningen. Ook had ze zitting in de commissie Oosting, die de vuurwerkramp in Enschede onderzocht. In 2004 werd zij benoemd tot Officier in de Orde van Oranje-Nassau.

### Overlijden
In maart 2006 overleed ze thuis na een lang ziekbed. De oud-bisschop van Rotterdam, Philippe Bär, leidde op 22 maart 2006 de herdenkingsdienst in de Utrechtse Domkerk. Ze is begraven op de Algemeen Begraafplaats in Wadenoijen. De gemeente Amsterdam eerde haar postuum door in 2018 een brug naar haar te vernoemen.

## Oorlogsmisdadigers in Breda
Het debat over de Twee van Breda, de laatste twee te Breda in gevangenschap verkerende Duitse oorlogsmisdadigers in Nederland, noemde Beckers bij haar afscheid het meest indrukwekkende debat in haar loopbaan. Beckers was voor vrijlating, de VVD was tegen. Na afloop van het debat kwam VVD-Kamerlid Piet Blauw naar haar toe met de woorden "Je hebt me overtuigd".